# Leptogenys princeps
Leptogenys princeps är en myrart som beskrevs av Bolton 1975. Leptogenys princeps ingår i släktet Leptogenys och familjen myror. Inga underarter finns listade i Catalogue of Life.